# Try Angle Pictures
Try Angle Pictures（トライアングルピクチャーズ、通称TAP、1999年5月22日に結成）は、メッセージ映画製作を主眼とする関西発信の自主映画製作団体である。
大阪経済大学48代映画研究部の新鋭達（在学中は、関西ヌーヴェル・ヴァーグと名乗る）が中心となり、人間や人生の真意を追求した演出と表現においての前衛性を融合させた映画の作風を特徴とする。
現在では、映画製作のみならず、音楽PV・Live映像・演劇撮影・インスタレーション映像など幅広いジャンルの制作を行っている。メンバーは、6人（2006年時）。

## メンバー
粟島憲郎 AWASHIMA Kenrou（代表）
新宮雅人 SHINGU Masato
山下絢也 YAMASHITA Jyunya
横山知英 YOKOYAMA Tomohide
岡村啓三 OKAMURA Keizo
中野壮一 NAKANO Soichi

## 映画作品
1. 『色彩歩行』（1995年）
2. 『芝生っていいよね』（1995年）
3. 『黒いセーター』（1995年）
4. 『日常におけるバラバラの選択』【オムニバス映画】（1996年）　「In 軽井沢」・「物憂げな午後の憂鬱」・「・・・・、ってね。」、他
5. 『Help Yourselfish』（1996年）
6. 『夜になればみえる』（1996年）
7. 『フユウガサ』（1997年）※傘三部作 第一部
8. 『fiction』（1997年）
9. 『直線ダンス』（1997年）
10. 『13 heights』（1997年）
11. 『Flash Back』（1997年）
12. 『complete destroy』（1998年）
13. 『山田青年御満悦』（1999年）
14. 『something blue』（2002年）
15. 『circle symphony』（2002年）

※上記は公式作品

## 入選作品
『夜になればみえる』（1996年）
- ひろしま映像展（1997年） 入選

『Flash Back』（1997年）
- 京都国際学生映画祭（1997年） 入選
- 全関西学生映画大会（1998年） 入選

※上記は抜粋

## 招待作品
『Flash Back』（1997年）
- SUNFILM主催映画祭（1999年） 招待作品

※上記は抜粋

## 未完成作品
『まわりあめ』（1998年～2003）※傘三部作 第二部